# 内務省 (日本)
内務省（ないむしょう、旧字体：內務省、英語: Home Ministry）は、1873年（明治6年）11月10日から1947年（昭和22年）12月31日まで存在した日本の行政機関。警察や地方行政など内政一般を所管した。
旧憲法（大日本帝国憲法）下の日本では内政・民政を担う行政機関であり、強大な権限の集中から「官庁の中の官庁」、「官僚勢力の総本山」、「官僚の本拠」 などと呼ばれる最有力官庁であり、設立当初から国民生活統制の中核となったが、太平洋戦争の敗戦後、GHQの指令によって解体・廃止された。
内務大臣は、内閣総理大臣に次ぐ副総理の格式を持った官職とみなされていた（太政官制での歴代内務卿、及び1885年（明治18年）12月22日の内閣制度発足後の歴代内務大臣については「内務大臣 (日本)」を参照）。また、内務次官、警保局長、警視総監は「内務三役」と称された重職で、退任後は約半数が貴族院の勅選議員に選出された。

## 沿革

### 設立の経緯

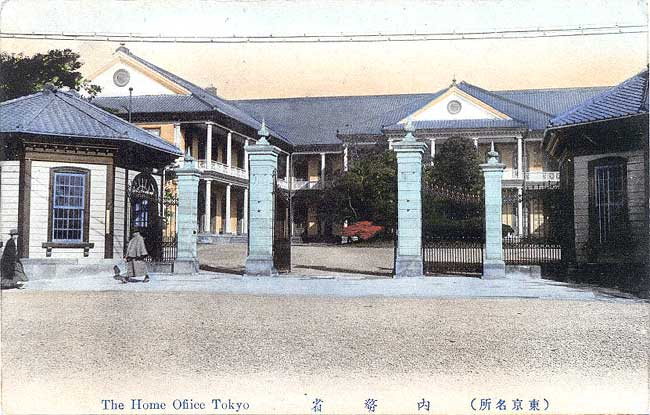
1900年（明治33年）頃の内務省庁舎

1871年（明治4年）11月12日、岩倉使節団に副使として参加した大久保利通は、日本の政治体制のあるべき姿として先進国のイギリスではなく、発展途上のドイツ（プロイセン王国）とロシア帝国こそモデルになると考えていた。
官僚の力を活用した近代化を目指していた大久保は、行政や財政を司る官僚機構に注目し、各国の内務省と大蔵省について調査させた。1873年（明治6年）3月、官僚機構を活用した近代化のモデルを求めてドイツを訪問した大久保は、ビスマルクの下で、官僚機構を通した近代化を推進している様子を見て強い影響を受けた。
同年5月、帰国した大久保は、フランス第二帝政の国内省（内務省）と、プロイセン王国の帝国宰相府（1879年に帝国内務省に再編） をモデルとして、1873年（明治6年）11月10日、強い行政権限を持つ官僚機構として内務省を設立し、内務卿に就任した。
内務省は当初、殖産興業や鉄道・通信なども所管し、大蔵省・司法省・文部省三省の所管事項を除く内政の全般に及ぶ権限を有していた。

内務省ハ国内安寧人民保護ノ事務ヲ管理スル

所其事務ヲ支分シテ六寮一司ト為ス

　　勧業寮　警保寮　戸籍寮　駅逓寮　土木寮　地理寮　測量司
—内務省職制及事務章程（明治7年1月）
その後、農商務省・逓信省など各省が独立し、内務省の所管は大正期には地方行政・警察・土木・衛生・社会（労働）・神道（国家神道）の分野に限られるようになったが、戦前は各省の総合出先機関的性格が強かった道府県庁を直接の監督下においていたため、地方行政を通じて各省の所管事項にも直接または間接に関与し、内政の中心としての地位を保ち続けた。特に、文部省は内務省によって事実上支配下に置かれていたため、日本の教育行政は内務省が主導していた。
元内務官僚で、内務大臣も務めた後藤文夫は、各省庁に対する内務省の影響力の理由の一つとして、地方団体に対する監督権（特に地方財政監督権）の存在を指摘している。これにより、内務省の所管事項であった土木や衛生は勿論のこと、文部省・農林省・商工省・交通行政関係者に対しても内務省の立場を非常に強くしていたという。このほか内務省は地方財務監督権（原案執行、起債認可、継続費の認可）も持っており、各省庁は何をするにしても内務省の同意と協力を得なければならなかった。

### 昭和時代
満洲事変や支那事変（日中戦争）を経て戦時体制に入ると、防空事務・国土計画の他に、国民精神総動員運動などの国民運動の指導、監督が新たに所管に加えられた。1938年（昭和13年）1月11日には外局であった衛生・社会両局が厚生省として分離されたが、当時の人事は内務省と一体のものとして運用されていた。
1910年代から1930年代にかけては政党員が内務大臣に就任したり、内務官僚出身者が代議士に転身して政党幹部に就任したりすることで省内に大きな影響力を与える一方、自党が選挙に有利になるように反対する省幹部や知事らを更迭して自党を支持する官僚を後任にあてる人事を頻繁に行うようになり、政権党が変わるたびに大規模な人事異動が行われて「党弊」とも呼ばれた。
1930年代に軍部が台頭すると、それと結んだ革新官僚が政党の影響力を排除した法改正を行うなど、独自の政治力を持つようになる。一方、軍部が地方行政や警察への介入を図ったために、双方の間で権限争いも生じた（ゴーストップ事件など）。戦前の北海道庁、樺太庁、警視庁、各府県の特別高等警察（特高警察）は内務省の下部組織であった。
国民精神総動員運動が叫ばれた時代には、民間人主導の精神運動の地方組織が、内務省の統括下にある市町村役場とその指導下にあった町内会や部落会に依存しなければ、事実上運動ができない限界を逆手にとって、次第に内務官僚の意向が重視されるようになり、1938年（昭和13年）7月29日には内政会議（首相・蔵相・内相・文相で構成）に、精神運動に対する企画と指導の権限を与えることが決定した。これによって正式に精神運動は、内務省主導で推進されることになった。
内務省は精神運動の地方組織として、道府県庁内に精神運動の主務課（総動員課・総動員事務局・地方課・事変課・時局課など）を新設し、町村分会の設置と分会による隣保組織（部落会、五人組、十人組、隣保組）の指導などの実践網の整備に乗り出した。これらの実践網の整備は、表面的には精神運動中央連盟が実施する形をとっていたが、実際には内務官僚と警察官の主導によって推進されており、のちの大政翼賛運動における内務省の指導力の強さの源泉となるものだった。
1938年（昭和13年）7月30日、産業報国運動の中央指導機関として産業報国連盟が発足するが、指導力不足によって機能せず、政府は1939年（昭和14年）4月28日に、内務・厚生両次官通牒「産業報国連合会設置に関する件」を全国の知事宛に発し、道府県知事（東京は警視総監）を会長とする道府県連合会と、その下に警察署管区を単位とする支部連合会を結成することを指示した。これによって中央機関である産報連盟と企業単位産報をつなぐ組織が完成したが、これによって内務省は産報運動の指導権を掌握することになった。

### 敗戦後
日本の敗戦後、内務省は陸海軍の解体・廃止に伴う治安情勢の悪化に対応するために、警察力の増強と、特高警察の拡充を行うつもりでいた。1945年（昭和20年）8月24日、政府は「警察力整備拡充要綱」を閣議決定し、帝国陸軍・海軍と憲兵の解体によって、治安維持の全責任を内務省・警察が担うことを決めた。
1. 警察官数を現在の定員（9万2713人）の2倍にする[18]。
2. 騒擾事件・集団的暴動・天災などに対処するため、集団的機動力をもつ「警備隊」（2万人を常設し、必要あるときは4万人を一般警察官によって編成する）を設置する。陸海軍と憲兵なき後、現在の警察の装備では鎮圧が困難なので、軽機関銃・自動短銃・小銃・自動貨車(トラック)・無線機などの武器や器材を整備して、「武装警察隊」を設置する[18]。
3. 海軍なき後の領海内警備のために、水上警察を強化（1万人）する[18]。

以上3つがその計画であり、警察を軍隊の代わりにすることを意図していた。1945年（昭和20年）9月7日、内務省は陸軍省・海軍省と協議し、復員軍人を警察官に吸収する計画を立てた。警備隊・武装警察隊・水上警察の上級幹部として、陸軍大学校・海軍大学校出身者と、優秀な憲兵将校を2,000人採用し、警部補には陸軍士官学校・海軍兵学校出身者を充てることがその内容であった。
特高警察は大幅な拡充を計画し、「昭和21年度警察予算概算要求書」には、特高警察の拡充・強化のために、1900万円が要求されていた。内容は、1.視察内偵の強化（共産主義運動、右翼その他の尖鋭分子、連合国進駐地域における不穏策動の防止）、2.労働争議、小作争議の防止・取締り、3.朝鮮人関係、4.情報機能の整備、5.港湾警備、6.列車移動警察、7.教養訓練（特高講習、特高資料の作成）の計7点である。
政府・内務省は、警察力の武装化と特高警察の拡充・強化によって、敗戦による未曽有の社会的悪条件の下にある民心の動揺を未然に防止し、不穏な策動を徹底的に防止することを企図していた。1945年（昭和20年）10月5日、政府はGHQに上記の警察力拡充計画の許可を求めたが、GHQはこれを拒否した。
1945年（昭和20年）10月4日、GHQは特別高等警察や政府による検閲（日本における検閲を参照）、いわゆる国家神道の廃止を指示、さらに内務省のもとでの中央集権的な警察機構の解体・細分化を求めた。また、警保局や地方局を中心に公職追放の対象となる官僚が続出した。

### 廃止
1947年（昭和22年）5月3日に施行された日本国憲法は第8章を地方自治として定め、それまで内務官僚が就任していた都道府県知事は公選に移行されるなど、地方行政が大きく転換された。同年末、GHQの指令を受けて内務省は廃止された。
内務省最後の日、内務官僚の後藤田正晴は内務省が解体・廃止されることに憤慨して、「内務省を復活させなければ、死ぬに死ねない」と言ったとされるが、後藤田本人は否定している。ただし、後藤田の6年後輩で、後に警察庁でコンビを組む渡部正郎は、前述の発言は後藤田のものだと証言している。
内務省廃止の式典の最後に、中堅・若手の内務官僚が集まり「必ず将来、内務省を復活させます」と、内務省の先輩に誓って解散したという秘話が伝えられている。ほか、内務省廃止の日に最後の別れの酒宴が開かれた席上で、居残り組（総理庁官房自治課）の中心である鈴木俊一が、内務省の先輩達に対して「私があとに残って、必ず内務省を元通り復活させてみせます」と誓ったとされる。

## 歴史
- 明治維新の際、律令制を基本として省が設置された。当初、内政は民部省が扱うものとされたが、財政と徴税機構の一体化のために大蔵省に吸収合併されると、以後は内政を専門に管理する官庁がなく、その政務をめぐって大蔵省と太政官や他の省が争っていた。
- 1873年（明治6年）、征韓論がきっかけとなった政変（明治六年政変）を機に大久保利通が主導して太政官の下に「内務省」を新設（11月10日）[1]。自ら内務卿となった。
  - その後大蔵省、司法省、工部省から、戸籍、土木、駅逓、地理、勧農、警察、測量などの業務が「内務省」に移され[2]、検閲機能も加えて、地方行政と治安維持を担当する体制が整えられた。
- 1874年（明治7年）には郵政事務が内務省の管轄となったが、1885年に農商務省へ移管。
  - 同年、川路利良主導による警察制度の整備の一環として警視庁創設[2]。川路は初代大警視（後に警視総監）に就任。
- 1877年（明治10年）廃止された教部省の所管を引き継ぎ、社寺局を設置[2]。宗教政策も管轄する。
- 1878年（明治11年）大久保利通の死後伊藤博文が内務卿に就任する。
- 1884年（明治17年）、地理局が所管していた大三角測量業務を参謀本部の管轄に移管、以後地理局は地誌編纂を主な業務とすることとなった（日本の三角測量の歴史の項を参照）。
- 1885年（明治18年）の内閣制実施で内閣に属するようになり、山縣有朋が初代大臣となった。内務省は、全国の府県知事などの高官の任免権を握り、地方行政の中核を担った。
- 1886年（明治19年）2月27日、衛生局を設置し、衛生・医務の2課を設ける（勅令）。
- 1890年（明治23年）に鉄道庁が内務省の外局となるが、1892年に逓信省に移管。
- 1892年（明治25年）、第2回衆議院議員総選挙において、内務省による全国で25名の死者を出す選挙干渉がなされる。
- 1900年（明治33年）、社寺局を、神社局と宗教局に分割。前者は、国家神道政策を司ることとなる。
- 1911年（明治44年）、「大逆事件（幸徳事件）」を機に内務省警保局保安課の下の警視庁に特別高等警察、いわゆる「特高警察」を置いた。
- 1913年（大正2年）に宗教局を文部省へ移管[2]。
- 1920年（大正9年）、労働運動、農民運動の高まりを受け、社会局を新設。
- 1924年（大正13年）、前年の関東大震災を受けて内閣に設置された帝都復興院を縮小し、内務省に復興局設置。
- 1925年（大正14年）、治安維持法公布。
- 1933年（昭和8年）、ゴーストップ事件。
- 1937年（昭和12年）、内閣情報局と内務・文部両省を計画主務庁として、国民精神総動員運動開始。
- 1938年（昭和13年）、衛生局と社会局が厚生省として分離独立。国家総動員法制定。
- 1940年（昭和15年）、大政翼賛会発足。地方長官は翼賛会の地方支部長を兼ね、地方自治体の末端組織・翼賛体制の下部組織として部落会・町内会の組織化が進む。
- 1941年（昭和16年）、土木局・計画局（大臣官房都市計画課の後身）を国土局・防空局に改組。
- 1942年（昭和17年）、拓務省廃止により、外地に関する事務が内務省に移管。
- 1943年（昭和18年）、港湾事務を運輸通信省に移管。東京都制施行。
- 1945年（昭和20年）、防空事務・政府による検閲・特別高等警察などを廃止。
- 1946年（昭和21年）、連合国軍総司令部（GHQ）によって内務省幹部や警察・特高警察関係者などの公職追放が命じられる。前年の神道指令を受け国家神道を統括した神祇院（神社局の後身）を廃止、都道府県知事は公選制となる。また、占領目的に反する団体を取り締まる必要から、GHQは内務省に調査局を設置、これらの調査・監視・解散指定を行わせた。
- 1947年（昭和22年）、名称を内務省から公共省に変更し[注釈 6]、地方局を自治局に、警保局を外局公安庁にする組織改編を目論み、事実上の内務省存続を模索したが、結局GHQにより内務省が解体される。地方局の業務は全国選挙管理委員会・地方財政委員会・総理庁官房自治課などに分割、警察機構は国家地方警察及び自治体警察に分権化され、警察の「民主的」管理・政治的中立性確保のための制度として新たに公安委員会制度が採用された。国土局の業務は建設院（のち建設省に改称）に、調査局の業務は法務庁特別審査局に継承された。また、労働行政については厚生省から分離された労働省がつかさどることとなった。

## 組織

### 1936年（昭和11年）
1936年（昭和11年）6月時点では、以下の組織形態であった。

#### 幹部
- 内務大臣
- 内務政務次官
- 内務次官
- 内務参与官

#### 内部部局
- 大臣官房
  - 秘書官、人事課、文書課、会計課、都市計画課
- 神社局
  - 書記室、総務課、考証課
- 地方局
  - 書記室、庶務課、行政課、財務課、事務官室
- 警保局
  - 書記室、警務課、防犯課、保安課（庶務係、文書係、右翼係、労働農民係、左翼係、内鮮係、外事係）、図書課（庶務係、著作権出版権登録係、検閲係、レコード検閲係、企画係、納本係、保安係、調査室）
- 土木局
  - 書記室、河川課、道路課、港湾課、第一技術課、第二技術課
- 衛生局
  - 書記室、保険課、予防課、防疫課、医務課
- 社会局
  - 庶務課（秘書係、文書係、会計係、図書室）
  - 労働部
    - 書記室、労政課、労務課（労働者災害扶助責任保険係）、監督課

  - 保険部
    - 書記室、規画課、監理課、組合課、医療課

  - 社会部
    - 書記室、保護課、福利課、職業課

### 1947年（昭和22年）
敗戦後の1947年（昭和22年）は以下の組織形態となった。

#### 幹部
- 内務大臣
- 内務政務次官
- 内務次官

#### 内部部局
- 大臣官房
  - 人事課、文書課、会計課
- 地方局
  - 総務課、行政課、財政課、職員課、選挙課
- 警保局
  - 監察官室、警務課、企画課、教養課、公安第一課、公安第二課、消防課、防犯課、鑑識第一課、鑑識第二課、通信課
- 国土局（旧土木局）
  - 河川課、道路課、計画課、砂防課、資材課
- 調査局
  - 総務課、第一課、第二課、第三課、第四課
- 土木出張所
- 土木試験所
- 地理調査所

## 職員
| 年次               | 勅任 | 奏任 | 判任 | 雇員 | 傭員 | その他   | 計    |
| ------------------ | ---- | ---- | ---- | ---- | ---- | -------- | ----- |
| 1885年（明治18年） | 3    | 75   | 577  | 1274 | 1274 | 看守 765 | 2694  |
| 1906年（明治39年） | 15   | 65   | 333  | 459  | 459  |          | 872   |
| 1919年（大正8年）  | 21   | 185  | 772  | 1727 | 1727 |          | 2705  |
| 1928年（昭和3年）  | 35   | 378  | 1299 | 2871 |      |          | 4583  |
| 1935年（昭和10年） | 33   | 626  | 1982 | 4213 | 6649 | 嘱託 291 | 13794 |
| 1942年（昭和17年） | 37   | 668  | 2447 | 5732 | 7976 | 嘱託 349 | 17209 |

## 廃止後の所掌
内務省が担っていた業務は、以下の省庁がそれぞれ所掌した。
大臣官房、地方局
内事局官房自治課、官房職制課、地方財政委員会事務局 → 総理庁官房自治課、地方財政委員会事務局、全国選挙管理委員会事務局 → 地方自治庁 → 自治庁 → 自治省 → 総務省
警保局
内事局第一局 → 国家地方警察本部 → 警察庁
警保局検閲課
文部省社会教育局文化課 → 文部省社会教育局著作権課 → 文部省文化局 → 文化庁
国土局、調査局総務課及び第一課
建設院 → 建設省 → 国土交通省
調査局第三課、第四課
内事局第二局 → 法務庁特別審査局 → 法務府特別審査局 → 公安調査庁
衛生局、社会局
厚生省 → 厚生省、労働省 → 厚生労働省
神祇院
神社本庁（宗教法人法に基づく文部科学大臣所轄の包括宗教法人）
現在、これらの省庁の中でも、総務省・警察庁・国土交通省・厚生労働省を指して「旧内務省系官庁」と呼ぶことが多い。内閣官房副長官（事務担当）、宮内庁長官にはこれら旧内務省系官庁の出身者が就任することが多い。
内務省の解体・廃止によって、旧内務官僚たちは上記の旧内務省系官庁に分散することになったが、再統合を目指す様々な案が浮上した1960年代初頭まで、旧内務省系官庁が人事などで相互に助け合う事例が度々見られた。
例えば、内務省の解体・廃止後の1948年（昭和23年）に内事局の官房自治課長を務めていた小林與三次が、GHQから公職追放の対象としてにらまれた際に、旧内務省国土局の後身である建設省に一時的に「退避」している。GHQによる占領統治が終るまでの間、小林は建設省の文書課長という枢要なポストを務めており、その後、1952年（昭和27年）8月に自治庁行政部長として返り咲いている。
総理府官房自治課と地方財政委員会が統合されて1949年（昭和24年）に地方自治庁が設立されると、旧内務省地方局系の自治官僚は、旧内務省警保局系の国家地方警察本部のキャリア官僚の採用を事実上代行してサポートしていた。内務省の解体・廃止後、国家地方警察と自治体警察に細分化された日本の警察機構は権威がガタ落ちし、学生からの人気が急落していたからである。そのため、東京大学法学部の出身者は皆無というありさまであった。国家地方警察本部はその対策として、地方自治庁から東京大学法学部出身のキャリア官僚を採用し、まもなく国家地方警察本部に配置換えをすることでキャリア官僚を補っていた。
この慣習は、1954年（昭和29年）の警察庁の設立により警察機構の再中央集権化が達成され、警察官僚の権威と人気が回復し、自前で優秀な学生を確保できるようになるまで続いた。旧内務省系官庁間の人事異動は局長レベルでは珍しくなったが、それは現在も続いている。

### 廃止後の年表
- 1950年（昭和25年）、北海道開発庁設置。
- 1950年（昭和25年）、この頃より、公職追放解除となった者たちが復権しはじめ、叙勲された者もいた。
- 1951年（昭和26年）、第3次吉田内閣 (第2次改造)の政令諮問委員会による「行政制度の改革に関する答申書」に、国家地方警察、人口15万未満の市町村の自治体警察、特別審査局、出入国管理庁、警察予備隊、海上保安庁（警備部門）を統合した、「保安省」を設置することが盛り込まれる[30]。
- 1951年（昭和26年）、連合国軍最高司令官総司令部（GHQ）は日本政府に対して、旧内務官僚が機構改革に便乗して内務省の復活を策謀しているとして警告し、その実情を調査するように指示を出していたと報じられた。この時期、旧内務官僚を中心に「内政省」を設置する構想が練られており、旧警保局グループと旧地方局グループが複数の内政省案を作成していた[31]。
- 1952年（昭和27年）、公安調査庁設置。
- 1954年（昭和29年）、国家地方警察と自治体警察を廃止し、警察庁と都道府県警察を設置。警察機構は再び中央集権化され、国家警察が復活した形となった(地方警務官制度も参照)。
- 1956年（昭和31年）、第3次鳩山一郎内閣によって自治庁、建設省などを統合する「内政省設置法案」が提出される。自民党だけでなく、社会党右派（後の民社党）も賛成に廻っていたが、旧内務省土木局時代に冷遇されていた建設省の技術官僚が反発し、対抗法案として、国土省設置法案を起草し、自民党の一部議員や社会党左派から支持を受けるなど混乱を極め、結局は内閣自ら内政省設置法案を撤回し成立せず。
- 1957年（昭和32年） - 1960年（昭和35年）、岸信介内閣に設置された地方制度調査会において、内政省の設置と、地方制による官選知事制度（地方長官任命制度）の復活が検討された。これは、従来の都道府県を廃止して、新たにブロック制の地方を全国に7～9ヶ所程度設け、そこに官選の地方長官（キャリア官僚）を配置するというものだった。
- 1960年（昭和35年）、自治省設置。分散した旧内務省地方局の業務を統合した自治庁が昇格したもの。当初は「内務省」または「地方省」とする予定だったが、内政省法案の二の舞を危惧して自治省とした。
- 1963年（昭和38年） - 1964年（昭和39年）、池田勇人内閣に設置された臨時行政調査会（第一次臨調）第1専門部会第1班の報告書に、自治省と警察庁を統合して、「自治公安省」または「内政省」を設置し、国家公安委員会を外局（行政委員会）とし、自治公安大臣または内政大臣が国家公安委員会委員長を兼務することが盛り込まれたが、旗振り役の池田首相が病に倒れたことや、旧内務省の復活を恐れた大蔵省・通産省などの経済官僚の反発で頓挫した[32][33]。
- 1970年（昭和45年）、自由民主党行政調査会が「警察制度改革 渡辺試案」において、1.警察を政府の直接指揮下に一元化するために、警察庁を昇格・独立させる、2.国家機動隊の新設、3.民間の対警察協力を義務化、4.外出禁止令と、集会・デモ禁止令の法制化を提起[34]。
- 1982年（昭和57年） - 1987年（昭和62年）、中曽根康弘内閣で、自治省、総理府人事局、行政管理庁を統合して内政省を設置することが検討された。しかし、これは実現せず、代わりに総理府の大半と、行政管理庁を統合した総務庁が設置され、初代長官には旧内務官僚の後藤田正晴が就任した。
- 2001年（平成13年）、中央省庁再編により自治省、総務庁、郵政省が統合され総務省が設置される。しかしながら、警察機能の統合は見送られた。ほか、主務大臣の設置と治安行政の一元化を悲願としている警察官僚主導で、警察庁、消防庁、海上保安庁、公安調査庁、入国管理局、厚生省の麻薬対策課、国土庁防災局、国土地理院、気象庁を統合した「国民安全省」を設置する案や、運輸省の外局である海上保安庁と厚生省の麻薬取締業務を、警察庁へ移管・統合する案が検討されたが、運輸省や厚生省が「警察への一体化は不適当」として反発したため頓挫した[35][36]。橋本行革による海上保安庁と厚生省麻薬取締部門の警察庁への統合はすでに決定していたにもかかわらず、経済利権を巡る族議員の暗闘により、一夜にして覆されたが、関口祐弘警察庁長官は全く寝耳に水だったという[37]。
- 2008年（平成20年）、自由民主党国家戦略本部の中央省庁再々編案に内務省の設置が盛り込まれる[38]。

## 内務省出身の著名人等
- 相川勝六（厚生大臣）
- 安倍源基（内務大臣）
- 有松英義
- 有吉忠一
- 島田叡（官選最後の沖縄県知事）
- 荒井退造（島田知事と一緒に殉職した警察部長）
- 粟屋仙吉
- 生悦住求馬
- 石井光次郎（商工大臣、副総理、行政管理庁長官、通産大臣、衆議院議長）
- 石破二朗（石破茂の父、建設大臣）
- 石原幹市郎（福島県知事、参議院議員、自治大臣）
- 大麻唯男（国家公安委員会委員長）
- 大久保利武（大久保利通三男、大久保利謙の父）
- 大達茂雄（内務大臣、文部大臣）
- 大橋武夫（運輸大臣、労働大臣）
- 大村襄治（自治省財政局長、防衛庁長官、大村清一の長男）
- 大村清一（内務大臣、防衛庁長官）
- 奥野誠亮（文部大臣、法務大臣、国土庁長官）
- 小倉正恒（大蔵大臣）
- 小沢辰男（厚生省を経て、衆議院議員、建設大臣、環境庁長官、厚生大臣）
- 鬼丸勝之
- 海原治
- 加々美武夫
- 萱場軍蔵
- 唐沢俊樹
- 川島正次郎（判任官出身。自民党副総裁、幹事長）
- 川島廣守（元プロ野球コミッショナー、本田財団理事長）
- 北村隆
- 菅太郎（第二次池田内閣経済企画政務次官）
- 高村坂彦（高村正彦の父）
- 後藤田正晴（自治大臣、国家公安委員会委員長、総務庁長官、法務大臣、副総理）
- 後藤新平（逓信大臣、内務大臣、外務大臣）
- 後藤文夫（農林大臣、内務大臣）
- 小林與三次
- 斎藤邦吉（自民党幹事長、厚生大臣）
- 佐藤朝生
- 鈴木俊一
- 鈴木馬左也
- 竹内藤男
- 田澤義鋪（青年団の父、公明選挙）
- 遠山信一郎（岩手県総務部長、地方自治庁次長）
- 床次竹二郎（徳島県知事、樺太庁長官、内務大臣、鉄道大臣、逓信大臣）
- 中曽根康弘（内閣総理大臣）
- 南原繁（東京帝国大学法学部教授、東京帝国大学総長）
- 灘尾弘吉（内務省地方局長、内務次官、厚生大臣、文部大臣、衆議院議長）
- 秦野章
- 早川崇（自治大臣兼国家公安委員長、労働大臣、厚生大臣）
- 林敬三
- 原文兵衛（特高警察課長、警視総監、参議院議長）
- 平岡定太郎（福島県知事、樺太庁長官、三島由紀夫の祖父）
- 藤枝泉介
- 船田中
- 町村金五（警視総監、参議院議員、自治大臣、国家公安委員長、町村信孝の父）
- 松本学（内務省警保局長、いわゆる「革新官僚」）
- 村田五郎（内閣情報局、大政翼賛会、群馬県知事）
- 南弘（内閣書記官長、文部次官、台湾総督、逓信大臣）
- 宮田光雄（福島県知事、内閣書記官長、警視総監、大政翼賛会興亜総本部長））
- 守屋栄夫
- 安井英二（勅選議員、文部大臣、厚生大臣、近畿地方総監）
- 横溝光暉
- 吉國一郎
- 吉田茂 (内務官僚)（厚生大臣、軍需大臣）

### 主な内務官僚の入省年次
- 1911年　吉田茂
- 1912年　湯沢三千男
- 1913年　正力松太郎
- 1914年　南原繁
- 1915年　唐沢俊樹
- 1916年　大達茂雄
- 1917年　戸塚九一郎、大村清一
- 1918年　山崎巌、船田中
- 1919年　相川勝六
- 1920年　安倍源基、遠山信一郎
- 1922年　増田甲子七
- 1924年　灘尾弘吉、町村金五
- 1925年　古井喜実
- 1926年　赤間文三、床次徳二
- 1927年　鈴木直人、齋藤昇
- 1928年　大橋武夫、増原恵吉、吉武恵市
- 1929年　岡崎英城、西村直己
- 1930年　藤枝泉介、佐藤朝生
- 1931年　荻田保、丹羽喬四郎
- 1932年　石破二朗
- 1933年　鈴木俊一
- 1934年　古屋亨
- 1935年　高辻正己
- 1936年　原文兵衛
- 1939年　後藤田正晴
- 1940年　渋谷直蔵
- 1941年　中曽根康弘、早川崇、小沢辰男